# D.Gray-man
D.Gray-man (ディー・グレイマン, Dī Gureiman) és un manga escrit i dibuixat per Katsura Hoshino. La trama principal és l'eterna batalla entre el bé encarnat en els exorcistes clergues capaços de sincronitzar-se amb la divina i sobrenatural substància anomenada Innocència i el mal, representat pel comte del mil·lenni i de la família de Noè, visionaris malignes i que busquen aniquilar a la humanitat.
El manga va començar a serialitzar-se el 2004 a la revista Shōnen Jump, editat per Shūeisha i imprès per Jump Comics. La producció de la sèrie es va suspendre diverses vegades a causa dels problemes de salut de Hoshino. D.Gray-man va fer la transició de sèrie setmanal a mensual el novembre de 2009, al mateix moment que va començar a serialitzar-se a la Jump Square. El gener de 2013, la sèrie va pausar-se indefinidament. Es va reprendre el juliol de 2015 després de la publicació de Jump SQ.Crown, un spin-off de la revista Jump SQ. Després que Jump SQ.Crown deixés de publicar-se, la sèrie es va canviar a Jump SQ.Rise, a partir de l'abril de 2018. A octubre de 2022, els capítols del manga s'han recopilat en 28 volums tankōbon .
El 3 d'octubre del 2006 se'n va començar a emetre un anime a TV Tokyo que va tenir 103 episodis i va finalitzar el 30 de setembre de 2008.
Sobre el títol del manga, s'especula que es tracta a una referència a Dorian Gray, un dels personatges immortals de l'època victoriana més destacats. Segons les paraules de l'autora, l'antagonista de la història, El Comte del Mil·lenni, està basat en l'Alquimista viatger del temps, un antic profeta i filòsof que va viure al segle xviii.

## Història
La sèrie se centra en un final imaginari del segle xix a Europa, on l'Ordre Fosca lluita amb el fi de detenir el Comte del Mil·lenni, que té la intenció de destruir la humanitat amb el seu exèrcit d'akumes, armes creades a partir de les ànimes dels morts quan un familiar o ésser estimat plora per la seva pèrdua, considerant-lo un càstig diví. Per ajudar a l'Ordre Fosca recorre a l'ús de la substància divina coneguda com la Innocència dividida en 109 peces, que es va escampar per tot el món gràcies al diluvi universal. Derivant el naixement dels Exorcistes, persones capaces d'utilitzar la Innocència i destruir els akumes. Un tros de la Innocència és conegut com el "Cor de la Innocència": aquest és el que pot assegurar la seva victòria a la batalla. Tot i això, el Comte també busca la Innocència i el seu cor per a destruir-les.
El protagonista principal és Allen Walker, un jove exorcista que s'ha reunit recentment a l'Ordre Fosca després d'ésser abandonat pel seu mestre, el General Marian. Comença així una molt emocionant i perillosa aventura plena de les afliccions, riscos i problemes ètics que pateixen els exorcistes per a salvar a la humanitat. Allen se sent molt lligat a aquestes conxorxes que el portaran a una sèrie d'experiències en les quals farà molts aliats però també molts enemics.

## Personatges
- Allen Walker (アレン・ウォーカー, Aren Uōkā)

El protagonista de la història és un noi britànic de veu aguda. Té quinze anys i és l'exorcista més jove fins al moment. La seva innocència va adquirir la forma del seu braç esquerre: Allen el pot transformar en una urpa enorme amb la qual destrueix als akuma. Pateix canvis al llarg de la sèrie i la seva innocència pateix canvis; en cert moment, fins i tot és destruïda, però acaba adquirint la forma d'una espasa poderosa semblant a la del Comte del Mil·lenni. Allen és molt amigable, alegre, noble i tímid. La seva lleialtat amb els seus amics, la seva sincronització amb la seva innocència i la seva estranya relació amb el comte del mil·lenni el poden convertir en la clau de la guerra entre els exorcistes i la família de Noè.
- Lenalee Lee (リナリー・リー, Rinarī Rī)

És una exorcista xinesa de setze anys. Té un passat tràgic i un gran cor. Lenalee és lleial, noble, valenta i afectuosa. La seva innocència són un parell de botes fosques (ダークブーツ) que li confereixen alta rapidesa, grans salts i el poder de caminar per sobre l'aigua. La seva innocència, a més, ha estat una de les més misterioses al llarg de la sèrie, ja que l'ha protegit en els moments crítics i pot adquirir noves formes.
- El Comte del Mil·lenni (千年伯爵, Sennen Hakushaku)

És l'antagonista principal que busca el final de la humanitat. Ha ajuntat les seves forces amb la família Noè, que l'anomenen "Príncep Mil·lenari". És alegre, amistós i egocèntric, tot i les seves intencions. Però quan executa els seus plans demostra que és sàdic, cruel i homicida. La seva forma principal de combat implica el seu paraigües, Lero, que es transforma en una espasa, oposada a la d'Allen. També pot crear explosions massives d'energia fosca. Sempre que apareix porta un barret diferent. El seu objectiu és trobar el Cor de la Innocència i destruir-lo.
- Yu Kanda (神田 ユウ, Kanda Yū)

És un noi fred i rude japonès d'uns divuit anys. És el primer exorcista que coneix Allen a l'Ordre Fosca. Té la característica de curar-se més ràpid del normal a causa d'un tatuatge que té. La seva relació amb Allen al llarg de la sèrie ha estat violenta i utilitzada com a font de comèdia més d'una vegada. El seu antiakuma es diu 6 il·lusions (六幻, Mugen), que li permet fer unes tècniques especials a les quals anomena il·lusions i que li fan restar el seu temps de vida.
- Lavi (ラビ, Rabi).

És un exorcista de raça mixta, pèl roig, d'uns divuit anys, tot i que amb una personalitat infantil, bromista i controvertida. És l'hereu de Bookman, una persona que enregistra la història oculta del món i ha estat entrenat des de molt petit per a fer aquest objectiu. La seva arma antiakuma es diu martell de mida variable (鉄槌, Tettsui), que es pot engrandir i estirar el que vulgui.
- La Família Noè (ノアの一族, Noa no ichizoku)

Els descendents directes de Noè i els seus fills. Són una família de super-humans que cooperen amb el Comte. Posseeixen habilitats sobrenaturals diferents i poden destruir a la Innocència. Un dels seus trets més distintius és una línia de creus als seus fronts, ulls daurats i pell grisa. Com complement, cadascun d'ells representa un aspecte i personalitat de Noè, cosa que fa que l'aparença i personalitat d'aquest varii. Per exemple, l'aparició de membres femenins com Road i Lulú Bell'. Els noms dels Noès són: Skin, l'ira; Lulu Bell, la luxúria; Road, els somnis; Tyki, el plaer i Jasdevi, la unió.

## Terminologia
- Dimoni (アクマ, Akuma)

Éssers necròfags creats pel Comte del Mil·lenni per a destruir a la humanitat. Són éssers freds, sàdics i violents per naturalesa. També s'han denominat "màquines de matar". Només poden néixer a partir de tres elements: una màquina, una ànima i una tragèdia: aquestes dues darreres són les més importants. El comte del mil·lenni aconsegueix crear-los quan enganya a les persones que pateixen la mort dels seus éssers estimats, en oferir-los la possibilitat de ressuscitar-los. Quan es deposita l'ànima d'una persona a l'akuma, aquesta queda al servei del comte permanentment i les seves obligacions prioritàries són matar. Es compromet a matar qualsevol cosa que es mogui i aconsegueix evolucionar i derrotar els exorcistes.
- - Nivell 0: És l'Akuma que s'ha acabat de crear. Només és un esquelet de metall. L'ànima humana encara és la personalitat dominant, però està lligada al control del Comte. La part final dels braços varia segons l'Akuma. Tot i que en el nivell dos els Akuma canviïn totalment el seu aspecte exterior, en els dos primers nivells sempre és el mateix (un esquelet metàl·lic i una bola amb canyons, respectivament).
  - Nivell 1: És el nivell bàsic i inicial dels akuma. És una espècie d'estrany ésser ovalat (rodó en procés d'evolució), amb unes arrels i una cara amb el pentàgon maldit i línies verticals que recorren els seus ulls com si fossin llàgrimes. Normalment aquests akumes no tenen personalitat i no són capaços de parlar, cosa que els fa més perillosos i imprevisibles perquè no tenen consciència de si mateixos. Però són fàcils de destruir per qualsevol exorcista.
  - Nivell 1,5: Més que un nivell, és el pas entre el nivell 1 i el 2. La diferència és que l'Akuma és totalment esfèric i els canons semblen haver estat introduïts al cos de l'Akuma. Les seves bales són més potents.
  - Nivell 2: Són els akumes que han evolucionat. Són més poderosos i tenen més intel·ligència i habilitats de combat. Estan amb igualtat de condicions quan lluiten contra un exorcista. Tenen formes diferents.
  - Nivell 3: Són els més poderosos. Són bípedes i aproximadament de la mida humana, coberts per unes resistents i variades armadures que només deixen entreveure unes mandíbules d'ossos i a vegades uns ulls aterridors, acompanyats d'una mirada dement i demacrada. A vegades opten per a devorar els seus propis congèneres per a augmentar la matèria fosca del seu cos o saciar la sed de sang humana quan no tenen humans a prop. Se senten atrets entre si i s'acaben fusionant en un sol ésser, que es denomina fusió d'akuma. Però si un akuma de nivell 3 aconsegueix assassinar un nombre determinat de persones, pot evolucionar a un quart nivell.
  - Fusió d'Akumes: Són aglomeracions de centenars o milers d'akumes comuns, la majoria de nivell tres, que acaben generant una única entitat molt més forta. Són autèntics gegants però no tenen agilitat ni intel·ligència. Són una figura humanoide allargada semblant a una marioneta. Trenen tres cares, dues als pòmuls i una a la cara principal. Tot i ser lents i estúpids, les fusions d'akuma tenen tant poder que poden destruir una ciutat sencera amb la tècnica de l'estrella demoníaca que acaba amb tot el que hi ha al seu voltant.
  - Nivell 4: Són, amb molta diferència, la classe més poderosa d'akumes i la fase evolutiva màxima que poden assolir. El seu nivell és tan alt que poden ser més poderosos que un general o un Noè. S'ignoren els detalls de la seva evolució. Són més petits i tenen una personalitat més infantil que els anteriors.
- Bales de Sang (Blood Bullet)

Són les armes dels Akuma. Tenen un verí mortal. Quan cau sobre un humà, aquest es torna pols.
- Armes Anti-Akuma

Són armes creades a partir de la Innocència, les tenen els exorcistes i tenen diferents formes segons la persona. N'hi ha de tres classes: Paràsit, Equipament i tipus cristall.
- Parasitisme: És el més estrany. La Innocència fa un tipus d'unió amb el receptor utilitzant parts del seu cos com a armes; és el cas d'Allen i el seu braç esquerre. Aquest tipus d'innocència dona certa invulnerabilitat davant el verí dels Akuma, tot i que nivells molt alts de les toxines poden causar problemes. També estressa el cos del receptor, reduint la seva vida. L'usuari pot ésser humà o animal.
- Equipament: És el més comú. La Innocència està dins una arma o objecte que utilitza el receptor. És el cas de Kanda i el seu Sable Mugen i Lavi i el seu Martell de Mida Variable.
- Cristal·lització: Aquestes són la forma evolucionada de les de tipus Equipament: l'arma es crea a partir de la sang de l'exorcista i es pot regenerar amb aquesta. A més, es controlen de la mateixa manera que una arma de tipus Paràsit, però sense utilitzar el cos de l'usuari com a arma. Fins al moment, només es coneix un exorcista que la tingui: Lenalee Lee. Aquesta manifestació també escurça la vida de l'usuari.
- Cor de la Innocència

És la substància creadora de totes les innocències del món. La seva estructura bàsica és un cristall en forma de cor. Es pensa que si és destruït, totes les innocències del món moriran amb ell.
- Exorcistes (エクソシスト, Ekusoshisuto).

Són els clergues que són compatibles amb la Innocència i que són membres de l'Ordre Fosca. Lluiten contra el Comte del Mil·lenni i els seus Akumes. Vesteixen un uniforme amb un símbol que mostra la seva autoritat envers els altres i que serveix per atraure els seus enemics.
- - Un usuari de la innocència adquireix el grau de general quan aconsegueix un grau de sincronització de més del 100% (punt crític). Tot i que Allen Walker ho va aconseguir i Hevlaska va citar que s'havia creat un nou general, no se'l considera com a tal. Actualment viuen 3 generals, ja que el cinquè (Kevin Yeegar) fou assassinat per Tikk Mikk i no es coneix a on està el general Cross Marian, que fou greument ferit dins la mateixa Ordre Fosca, deixant la seva Innocència. Els generals que resten són: Froi Tiedoll, Klaud Nine i Winters Sokaro.
  - Innocència (イノセンス, Inosensu): És una matèria estranya deixada per una civilització antiga que es va enfrontar al Comte. Els plans del Comte són trobar una part especial de la Innocència: el Cor. Si aconsegueix detruir-la, la resta també morirà. En total hi ha 109 parts d'Innocència repartides per tot el món i no és fàcil de trobar-les, tot i que es va arribar a una conclusió: "A on hi ha Innocència, hi ha successos estranys al seu voltant"; els encarregats de trobar la Innocència són els Exorcistes, abans que ho facin el Comte i els Akuma. Es creu que algunes o totes tenen vida pròpia.
  - Rastrejadors: Són "assistents" dels exorcistes. Investiguen la possible existència de les innocències. Són persones que van anar arribar a l'Ordre per a ser exorcistes, però que no eren compatibles amb la Innocència.
  - Arca de Noè: L'arca que un dia fou utilitzada per Noè per a salvar els éssers vius del diluvi universal, ara és utilitzada pel Comte per a la creació d'Akumes i per a transportar-se a qualsevol lloc del món. El seu interior és com una ciutat amb edificis blancs. El comte intentà traslladà el seu model original per a crear una nova arca, però Allen va salvar a la nova arca modificant-la perquè només servís com a Caserna General. Tot i això, els plans del Comte no foren frustrats, sinó que va poder crear la seva nova arca amb les dades que va aconseguir salvar de la vella (la d'Allen).
  - La Família de Noè: Són un grup d'éssers humans, hereus dels pensaments i gens de Noè que s'enfronten als exorcistes i obeeixen al Comte. Aquest, a més a més, estan dotats de poders sobrenaturals i són fàcils de reconèixer perquè tenen la pell grisa i 7 estigmes al seu front. També tenen l'habilitat de destruir la Innocència. No es coneix el temps de vida d'un Noè, però el Comte (que ha estat confirmat com un Noè oficial) ha viscut més de 7000 anys. A més, quan un Noè mor, la seva consciència busca un altre hoste i pot renéixer.

## Adaptacions

### Manga
D.Gray-man està escrit i dibuixat per Katsura Hoshino. Va començar a publicar-se el 31 de març del 2004 al Japó a la revista Shōnen Jump i publicada per Shueisha. Actualment té 28 volums al Japó. A Espanya era publicat originalment per l'editorial Glénat/EDT, la qual va arribar a editar-ne 23 volums. La va rellevar Ivréa que a juliol de 2023 n'havia publicat 28 volums.
El novembre del 2008, la revista Shonen Jumb anuncià que la sèrie va quedar paralitzada per una lesió al canell de l'autora. La publicació es va reprendre el 9 de març del 2009, però la sèrie es tornà a detenir el 27 d'abril del mateix any, sense que hi hagués data per al retorn. El manga va tornar a l'Akamaru Jump, de la que només surten quatre volums a l'any (un per estació de l'any). Aquest retorn estigué constituït per un capítol especial de 50 pàgines amb diverses a color, amb la portada a color i que es publicà el 17 d'agost. El proper número va sortir el 4 de novembre a la revista Square Jump. A partir de llavors la sèrie es continua editant en aquesta revista mensualment.

### Novel·la lleugera
Hi ha dues novel·les que es titulen D. Gray-man: Reverse i que es basen en el manga. Foren escrites per Kaya Kizaki. La primera va sortir el 30 de març del 2005 i la segona el 4 de juliol del 2006. Cadascuna són una derivació de la història i hi ha diversos episodis de l'anime que s'hi basen.

### Anime
Els estudis Tokyo Movie Shinsha van adaptar el manga a l'anime, amb música de Wada Kaoru. La seva retransmissió va començar el 3 d'octubre del 2006 a TV Tokyo. La transmissió és del 30 de setembre de 2008 per la lesió al canell de Hoshino. Se'n van emetre 103 episodis, però resta inconclús. La sèrie també es va emetre a Corea del Sud, a Espanya (cadena Animax) i a França.

#### Grup de producció
- Creadora: Hoshino Katsura
- Director: Nabeshima Osamu
- Disseny de Personatges: Morioka Hideyuki
- Escenaris: Yoshida Reiko
- Director d'art: Koga Toru
- Director d'animació: Morioka Hideyuki
- Director de Fotografia: Tsuchida Eiji
- Música：Wada Kaoru
- Animació: TMS Entertainment
- Canal i dies d'emisión: TV Tokyo - Dimarts, 18.00 hores

#### Música

##### Temes d'obertura
1. Opening 1 (1 al 25): "INNOCENT SORROW" por Abingdon Boys School
2. Opening 2 (26 al 51): "Brightdown" por Tamaki Nami
3. Opening 3 (52 al 76): "Doubt & Trust" por Access
4. Opening 4 (77 al 103): "Gekidou" por UVERWORD

##### Temes de tancament
1. Ending 1 (1 al 13): "SNOW KISS" por NIRGILIS
2. Ending 2 (14 al 25): "Pride of Tomorrow" por JUNE
3. Ending 3 (26 al 38): "Yume no Tsuduki He" por Surface
4. Ending 4 (39 al 51): "Antoinette Blue" por Nana Kitade
5. Ending 5 (52 al 64): "Anata ga Koko ni iru Riyū" por Rie fu
6. Ending 6 (65 al 76): "Wish" por Sowelu
7. Ending 7 (77 al 90): "Regret" por Mai Hoshimura
8. Ending 8 (91 al 103): "Changin" por Stephanie

### Videojocs
Konami va publicar el primer videojoc per la Nintendo DS; es titulà D.Gray-man: Innocence no Shitotachi. El jugador interacciona amb els personatges i es dedica a destruir akumes utilitzant la pantalla tàctil i el llapis òptic.
L'11 de setembre del 2008 va sortir al mercat D.Gray-man: Sousha no Shikaku, per a la PlayStation 2.